# Lauri Jousinen
Lauri Jousinen, på ryska: Лаури Карлович Йоусинен, född 1889 i Tammela, död 1948 i Petrozavodsk, var en finländsk violinist och kompositör, verksam i Sovjetunionen.
Jousinen hade lärt sig spela violin av sin far. I ungdomen arbetade han som målarlärling och sedan som skräddare. 1908 emigrerade han till USA och studerade musik vid konservatoriet i Chicago, men hade bara råd att läsa ett år. I New York gjorde Jousinen och pianisten William E. Stein 1915 sju grammonfoninspelningar med finländska melodier för Columbia.
1922 flyttade han med ett fiskarekollektiv, där kompositören Karl Rautio ingick, till Sovjetunionen. 1923 anställdes han som musiklärare vid lärarhögskolan i Petrozavodsk. Han var 1925–1931 lärare i Uhtua (nuvarande Kalevala), där han bildade en kör och en orkester. Han var 1931–1935 violinist vid radions symfoniorkester i Petrozavodsk och var 1935–1937 biträdande ledare för musik- och dramaskolan i Petrozavodsk. Åren 1937–1941 spelade han i Karelens filharmoniska orkester och var sedan 1943 rådgivare i folklore vid Petrozavodsks kulturhus. Jousinen arrangerade åtskilliga finländska och karelska folksånger.